# LUSTER
『LUSTER』（ラスター）は、柏原芳恵の9作目となるオリジナル・アルバム。1984年4月25日にフィリップス・レコードより発売された。

## 概要・制作
LPの帯コピー
キラリ! ポップ・フィーリング!! つややかなニュー・アルバム
Lusterは輝き…… 少女から大人へ変化する予感の中で 芳恵のつややかな世界が見える
先行シングル曲「ト・レ・モ・ロ」とそのB面曲「海岸線」を含む全10曲が収録されたオリジナル・アルバム。全作曲を筒美京平が、全編曲は船山基紀が手掛けている。編曲には、当時最新鋭のシンセサイザー″フェアライトCMI″が使用され、全編に亘るコンピューター・サウンドが特徴の一枚となっている。その頃船山は、2年近く日本の音楽業界から離れていたが、コンピューターを使って音楽制作をするようになったことが筒美の耳に入り、「船山君、フェアライトで新しいアルバムを作ってみようよ」と声を掛けられたことが本作での協力のきっかけとなった。船山は喜びの気持が大きかったが、制作の過程では色々と苦労もあったという。あれこれ音を試すうちに、当時のコンピューターの性能では自分の目指すような音楽は出来ないということに気付き、生の楽器をかぶせたりしながらマニピュレーターと試行錯誤を繰り返し、作業を進めて行った。船山は「京平先生も気にかけてくださって、たくさんアドバイスをしてくださいました。」と振り返っている。
LPの発売から40日ほど遅れて、1984年6月5日にはCDが発売された。
2018年8月29日には、オリジナルの収録曲に加えてボーナス・トラックが2曲追加され、『LUSTER +2』としてSHM-CD・紙ジャケット仕様でユニバーサルミュージックから発売された。

## アートワーク
LPと1984年版のCDとではジャケット写真が異なっており、LPのジャケット写真は黄色を基調としたものになっているのに対し、CDのジャケットにはLPのライナーノーツの写真が使用され、こちらはピンク色を基調としたものになっている。
2018年の紙ジャケット版には、1984年版CDと異なり、LPレコードと同一の写真が使用されている。

## 収録曲

### LP / CT
| 全作曲: 筒美京平、全編曲: 船山基紀。 |                              |           |            |      |
| #                                    | タイトル                     | 作詞      | 作曲・編曲 | 時間 |
| 1.                                   | 「もっとタイトにI love you」 | 秋元康    | 筒美京平   | 4:25 |
| 2.                                   | 「白いヘリコプター」         | 下田逸郎  | 筒美京平   | 3:59 |
| 3.                                   | 「LOOK BACKもう一度」        | 銀色夏生  | 筒美京平   | 4:45 |
| 4.                                   | 「ト・レ・モ・ロ」           | 松本隆    | 筒美京平   | 3:50 |
| 5.                                   | 「涙がDEJA VU」              | 秋元康    | 筒美京平   | 4:29 |
| 合計時間:                            | 合計時間:                    | 合計時間: | 21:28      |      |

| 全作曲: 筒美京平、全編曲: 船山基紀。 |                            |           |            |      |
| #                                    | タイトル                   | 作詞      | 作曲・編曲 | 時間 |
| 1.                                   | 「QUIET BOY」              | 下田逸郎  | 筒美京平   | 4:21 |
| 2.                                   | 「エトランゼ」             | 下田逸郎  | 筒美京平   | 4:10 |
| 3.                                   | 「海岸線」                 | 松本隆    | 筒美京平   | 4:07 |
| 4.                                   | 「カフェバー・ドンファン」 | 秋元康    | 筒美京平   | 3:41 |
| 5.                                   | 「フィンガー」             | 下田逸郎  | 筒美京平   | 3:48 |
| 合計時間:                            | 合計時間:                  | 合計時間: | 20:07      |      |

### CD
| 全作曲: 筒美京平、全編曲: 船山基紀。 |                              |           |            |      |
| #                                    | タイトル                     | 作詞      | 作曲・編曲 | 時間 |
| 1.                                   | 「もっとタイトにI love you」 | 秋元康    | 筒美京平   | 4:25 |
| 2.                                   | 「白いヘリコプター」         | 下田逸郎  | 筒美京平   | 3:59 |
| 3.                                   | 「LOOK BACKもう一度」        | 銀色夏生  | 筒美京平   | 4:45 |
| 4.                                   | 「ト・レ・モ・ロ」           | 松本隆    | 筒美京平   | 3:50 |
| 5.                                   | 「涙がDEJA VU」              | 秋元康    | 筒美京平   | 4:29 |
| 6.                                   | 「QUIET BOY」                | 下田逸郎  | 筒美京平   | 4:21 |
| 7.                                   | 「エトランゼ」               | 下田逸郎  | 筒美京平   | 4:10 |
| 8.                                   | 「海岸線」                   | 松本隆    | 筒美京平   | 4:07 |
| 9.                                   | 「カフェバー・ドンファン」   | 秋元康    | 筒美京平   | 3:41 |
| 10.                                  | 「フィンガー」               | 下田逸郎  | 筒美京平   | 3:48 |
| 合計時間:                            | 合計時間:                    | 合計時間: | 41:35      |      |

| 全作詞: 銀色夏生、全作曲: 筒美京平。 |                            |          |            |          |      |
| #                                    | タイトル                   | 作詞     | 作曲・編曲 | 編曲     | 時間 |
| 11.                                  | 「悪戯NIGHT DOLL」         | 銀色夏生 | 筒美京平   | 船山基紀 | 3:18 |
| 12.                                  | 「渚で瞳にアイ ラブ ユウ」 | 銀色夏生 | 筒美京平   | 戸塚修   | 3:00 |